# Постильоне
Постильо̀не (на италиански: Postiglione; на неаполитански: Pustiglion', Пустильонъ) е село и община в Южна Италия, провинция Салерно, регион Кампания. Разположено е на 615 m надморска височина. Населението на общината е 2289 души (към 2010 г.).